# Пихихьяпан (муниципалитет)
Пихихьяпан (исп. Pijijiapan) — муниципалитет в Мексике, штат Чьяпас, с административным центром в одноимённом городе. Численность населения, по данным переписи 2020 года, составила 51 193 человека.

## Общие сведения
Название Pijijiapan с языка науатль можно перевести как — место обитания осенних уток.
Площадь муниципалитета равна 1756,6 км², что составляет 2,4 % от площади штата, а наиболее высоко расположенное поселение Рафаэль-Ланда-Рендон, находится на высоте 1138 метров.
Он граничит с другими муниципалитетами Чьяпаса: на севере с Вилья-Корсо, на северо-востоке с Ла-Конкордией, на юго-востоке с Мапастепеком, на северо-западе с Тоналой, а на юго-западе омывается водами Тихого океана.

## Учреждение и состав
Муниципалитет был образован в 1915 году, по данным 2020 года в его состав входит 820 населённых пунктов, самые крупные из которых:
| Код INEGI                  | Населённый пункт                                                                                     | Численность населения (2005 год) | Численность населения (2010 год) | Численность населения (2020 год) |
| -------------------------- | --- | -------------------------------- | -------------------------------- | -------------------------------- |
| 069                        | Всего                                                                                                | 46439                            | 50079                            | 51193                            |
| 0001                       | Пихихьяпан (исп. Pijijiapan) 15°41′30″ с. ш. 93°12′34″ з. д. (административный центр)                | 15443                            | 16917                            | 18219                            |
| 0024                       | Хоакин-Мигель-Гутьеррес (исп. Joaquín Miguel Gutiérrez (Margaritas)) 15°33′02″ с. ш. 93°05′26″ з. д. | 1434                             | 1617                             | 1581                             |
| 0003                       | Лас-Брисас (исп. Las Brisas) 15°31′01″ с. ш. 93°07′05″ з. д.                                         | 1578                             | 1718                             | 1549                             |
| 0023                       | Тамаулипас (Хоакин-Амаро) (исп. Tamaulipas (Joaquín Amaro)) 15°46′17″ с. ш. 93°24′25″ з. д.          | 1588                             | 1567                             | 1542                             |
| 0042                       | Сан-Исидро (исп. San Isidro) 15°44′30″ с. ш. 93°21′15″ з. д.                                         | 1519                             | 1626                             | 1502                             |
| 0007                       | Эль-Кармен (исп. El Carmen) 15°34′33″ с. ш. 93°07′45″ з. д.                                          | 1416                             | 1416                             | 1412                             |
| 0032                       | Эль-Пальмарсито (исп. El Palmarcito) 15°29′52″ с. ш. 93°12′51″ з. д.                                 | 1118                             | 1135                             | 1118                             |
| 0021                       | Эрменехильдо-Галеана (исп. Hermenegildo Galeana) 15°33′11″ с. ш. 93°00′25″ з. д.                     | 1231                             | 1158                             | 1103                             |
| —                          | Прочие                                                                                               | 21112                            | 22925                            | 23167                            |
| Названия на карте Генштаба | |                                  |                                  |                                  |

## Экономическая деятельность
По статистическим данным 2000 года, работоспособное население занято по секторам экономики в следующих пропорциях:
- сельское хозяйство и животноводство — 54,6 %;
- промышленность и строительство — 12,5 %;
- торговля, сферы услуг и туризма — 31,2 %;
- безработные — 1,8 %.

## Инфраструктура
По статистическим данным 2020 года, инфраструктура развита следующим образом:
- электрификация: 98,9 %;
- водоснабжение: 41,8 %;
- водоотведение: 96,7 %.

## Туризм
Основные достопримечательности:
- Исторические: памятник солдату;
- Природные: река Эстеро-Коста-Асуль-Чокоуиталь, с возможностью проведения экотуризма;
- Туристические центры: Пабло-Бланко, Сапоталь, Пальмарсито, остров Сан-Хосе.